# 사랑의 테마 (대부)
대부 사랑의 테마(Love Theme from The Godfather)는 대부 3부작의 제1작으로, 1972년 영화 "대부"를 위해 작곡되었다. 악기 버전인 경우에는 단순하게 "대부 사랑의 테마"라고 알려졌고, 영어 보컬 버전인 경우에는 "Speak Softly Love"라고 불린다. 작사 Larry Kusik, 작곡 니노 로타.
영화판 가사에서는 "대부 3"에서 골레오네의 아들이 부른 시칠리아 민요 "Brucia La Terra"(태양은 불타고 있다)이다. 단 곡은 다소 다르지만 대부분 같다.

## 표절 의혹
- 니노 로타는 영화 "대부"에서 1973년 아카데미 작곡상에 지명되고 있었지만 Eduardo De Filippo작의 코미디 "Fortunella"의 테마를 사용한 것이 발견되어, 마지막 순간으로 후보에서 떨어뜨려졌다. "Fortunella"의 테마는 스타카토의 코미디 스타일로 연주되고 있었지만 멜로디는 "대부"의 "사랑의 테마"라고 거의 같다(※). 그 때문에 오스카의 수상은 배웅되었다.[1] 이러한 사정이 있어 1972년과 같은 사랑의 테마를 사용했는에도 불구하고 대부 3는 1974년의 아카데미 작곡상을 수상하고 있다.

※대부에서는 단 전반과 후반부분만을 전용한 것이며, 중간부분은 민요로부터의 전용이다. 그러나 Fortunella에서는 유명한 작은 마디 부분의 되풀이다. 그 전후는 독립하고 있다.

## 참고 자료
- en:Promise Me You'll Remember (Love Theme from The Godfather Part III)

"대부 사랑의 테마"가 2004년 콜롬비아·소니BMG의 노르웨이의 가수 Rein Alexander에 의해 녹음되었다. 앨범은 노르웨이것만으로 더블 플라티나(platina)가 되었다.

## 기타
- 이탈리아의 Stebel사와 Fiamm사의 자동차용 뮤직혼에는 이 곡을 연주할 수 있고, 일본에서는 1980년대에 폭주족이 이것을 사용하기 시작한 것이라고 알려졌다. 현재 폭주족라고 말하면 이 곡의 시작 부분 멜로디의 이미지가 정착되어 있다.(한국에도 폭주족이 있지만, 그때에도 널리 퍼지기 시작했다.)